# Радіоастрон

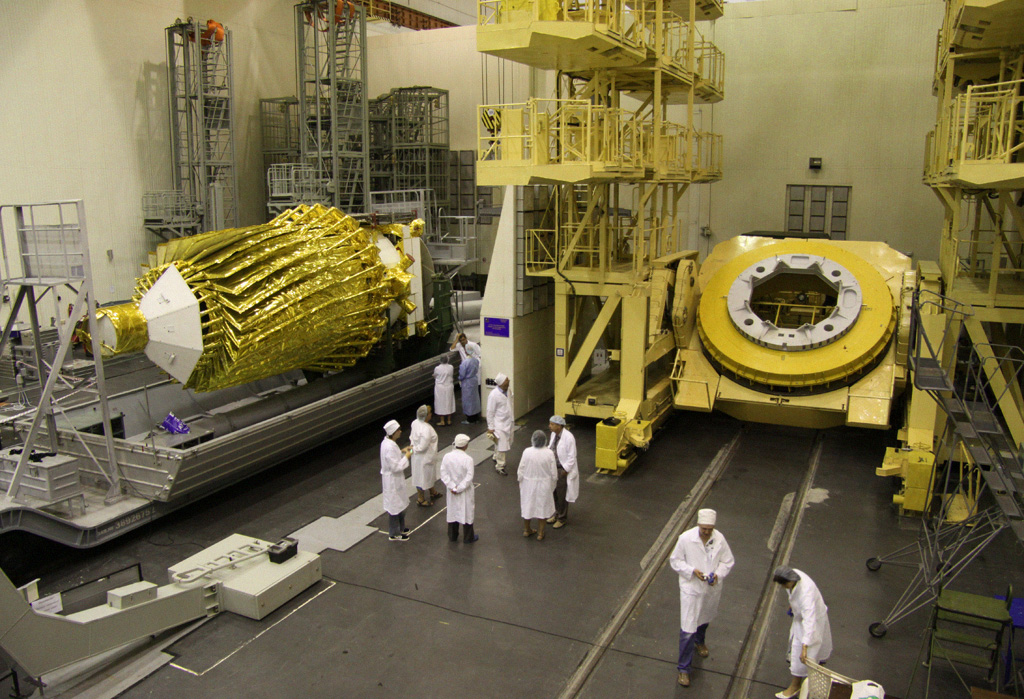
Радіоастрон на монтажній площадці

Радіоастрон (Спектр-Р) — російський проєкт, яким на витягнуту орбіту супутника Землі запущено космічний 10-метровий радіотелескоп. Запуск відбувся 18 липня 2011 року. Мета проєкту полягає в тому, щоб створити спільно з глобальною наземною мережею радіотелескопів єдину систему наземно-космічного інтерферометру для отримання зображень, координат і кутових переміщень різних об'єктів Всесвіту з винятково високою роздільною здатністю. Виробник супутника — НВО імені Лавочкіна. Координатор проєкту — Астрокосмічний центр ФІАН.
21 червня 2011 генеральний директор НВО імені Лавочкіна Віктор Хартов оголосив про результати засідання державної комісії. За його словами, державна комісія дозволила відправку обсерваторії на космодром Байконур. 24 червня радіотелескоп був відправлений на Байконур, а 18 липня відбувся запуск.
10 січня 2019 радіотелескоп перестав приймати команди з Землі.

## Орбіта
Запуск з Байконура супутника «Спектр-Р» відбувся 18 липня 2011 року ракетою-носієм «Зеніт-2» з розгінним блоком «Фрегат-СБ». Космічний телескоп запущений на орбіту з перигеєм 600 км і апогеєм 330000 км. Тривалість роботи космічного апарата буде як очікується не менше п'яти років. Інтерферометр при таких базах забезпечить інформацію про морфологічні характеристики та координатах галактичних і позагалактичних радіоджерел з шириною інтерференційних пелюстків до 8 мікросекунд дуги для самої короткої довжини хвилі проєкту 1.35 см.

## Призначення
Головна наукова мета місії — дослідження астрономічних об'єктів різних типів з безпрецедентною роздільною здатністю до мільйонних часток кутової секунди. Роздільна здатність, досягнута за допомогою Радіоастрона, дозволить вивчати такі явища як:
- будова та динаміка областей зореутворення в нашій Галактиці по мазерного і мегамазерному випромінювання;
- нейтронні зірки і чорні діри в нашій Галактиці — структура за вимірюваннями флуктуації функції видності, власні рухи та параллакси;
- структура і розподіл міжзоряної і міжпланетної плазми по флуктуацій функції видности пульсарів;
- побудова високоточної астрономічної координатної системи;
- побудова високоточної моделі гравітаційного поля Землі.

## Обладнання
Апарат побудований на новітній супутниковій негерметичній платформі «Навігатор».
Повна маса корисного наукового вантажу становить приблизно 2600 кг. Вона включає масу 1500 кг розкривається параболічної антени діаметром 10 м і масу електронного комплексу, що містить приймачі, малошумні підсилювачі, синтезатори частот, блоки управління, перетворювачі сигналів, стандарти частоти, високоінформативним систему передачі наукових даних — близько 900 кг. Маса всього супутника, виведеного на орбіту за допомогою ракети «Зеніт-2SБ» — «Фрегат-2СБ», близько 5400 кг. Повна потужність живлення системи становить 2400 Вт, з яких 1150 Вт використовується для наукових приладів.